# Dove Award „Az Év Felfedezettje” kategóriában
A Dove Award nyertesei "Az Év Felfedezettje" kategóriában: 
- 2009 Tenth Avenue North
- 2008 Brandon Heath
- 2007 Aaron Shust
- 2006 The Afters
- 2005 Building 429
- 2004 Jeremy Camp
- 2003 Paul Colman Trio
- 2002 ZOEgirl
- 2001 Plus One
- 2000 Ginny Owens
- 1999 Jennifer Knapp
- 1998 Avalon
- 1997 Jaci Velásquez
- 1996 Jars of Clay
- 1995 Clay Crosse
- 1994 Point of Grace
- 1993 Cindy Morgan
- 1992 Michael English
- 1991 4Him
- 1990 David Mullen
- 1989 Take 6
- 1988 Bebe & Cece Winans